# Ophiodothella cyclobalanopsidis
Ophiodothella cyclobalanopsidis är en svampart som beskrevs av W.H. Hsieh, Chi Y. Chen & Sivan. 1998. Ophiodothella cyclobalanopsidis ingår i släktet Ophiodothella och familjen Phyllachoraceae.   Inga underarter finns listade i Catalogue of Life.